# Боложинів
Боложи́нів — село в Україні, у Золочівському районі Львівської області. Населення становить 478 осіб. Орган місцевого самоврядування — Буська міська рада.

## Церкви
У Боложинові є новозбудована мурована церква, а на західній околиці села стоїть стара дерев’яна церква Церква св. Івана Богослова XVII ст. [Архівовано 12 січня 2014 у Wayback Machine.].

## Відомі люди
- У селі був похований граф Єжи Баворовський (1870, Острів — 1933, Львів) — парламентар, дідич, почесний громадянин міст Теребовля, Будзанів.[2]
- Дупелич Клим Семенович «Павленко» (1915, с. Скварява Золочівського р-ну Львівської обл. – 13.03.1946, с. Боложинів Буського р-ну Львівської обл.) — командир сотні УПА «Витязі» (09.1945-03.1946); відзначений Срібним хрестом бойової заслуги ІІ класу (15.02.1946)[3].